# Yaddle
Yaddle is een personage uit de Star Wars-saga. Yaddle is van hetzelfde volk als Yoda, en was daarmee de enige bekende soortgenoot van Yoda totdat in de televisieserie The Mandalorian de 'Baby Yoda' Grogu opdook. Yaddle werd vermoord op Coruscant door Count Dooku nadat ze ontdekte dat hij samenwerkte met Darth Sidious. Yaddle werd in Star Wars: Tales of the Jedi ingesproken door Bryce Dallas Howard.